# Теті I
Теті I — давньоєгипетський фараон з I династії.